# Deportes náuticos en Chile

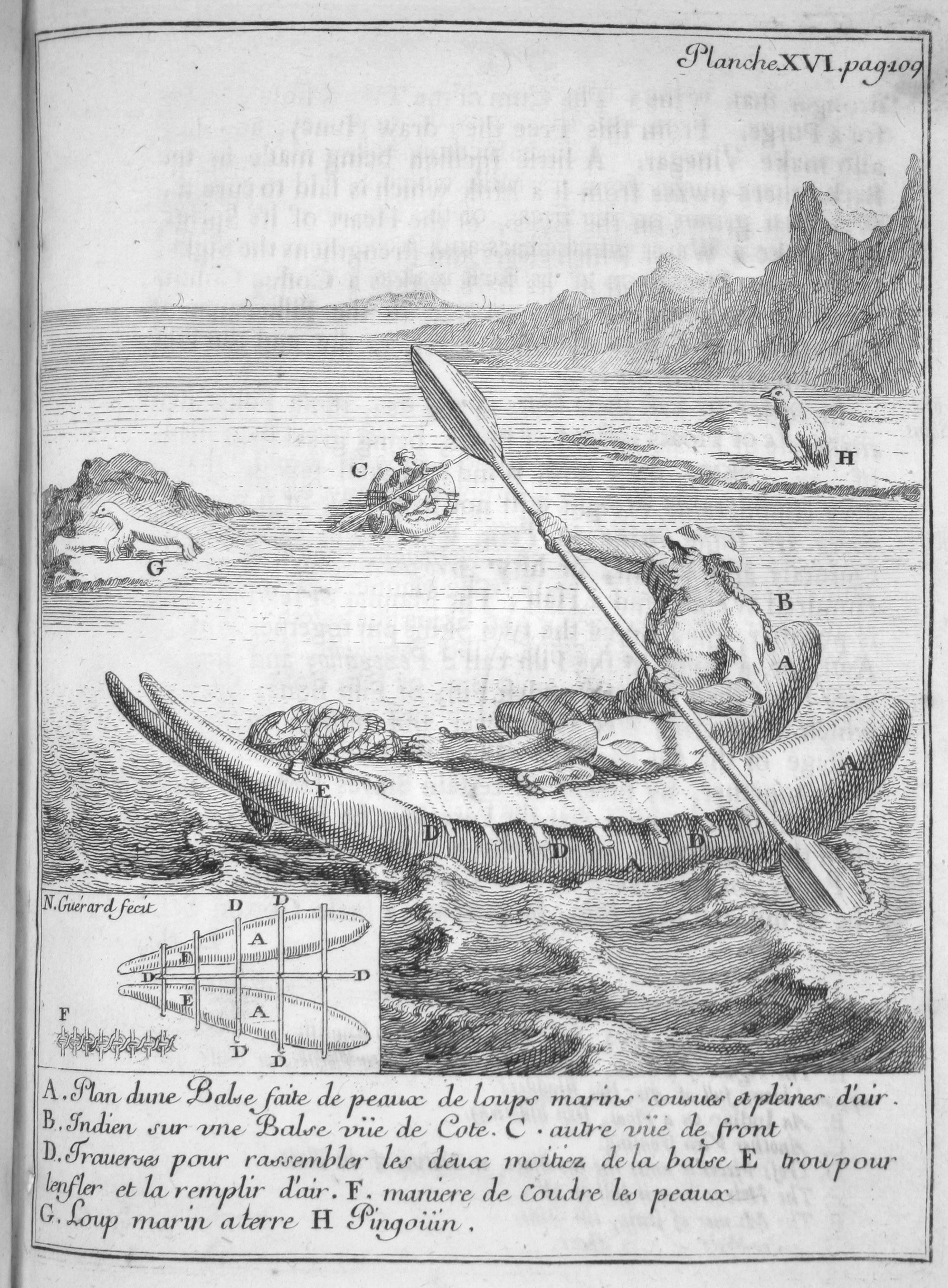
Un chango en 1717.

Los deportes náuticos en Chile son practicados mayormente por habitantes de las áreas urbanas acomodadas. Geográficamente, su costa lineal continental en el océano Pacífico mide cerca de 4.000 kilómetros y el mar chileno contiene 3.739 islas. Su territorio es atravesado generalmente por ríos de corta longitud, torrentosos —algunos navegables— y de caudal diverso, variando desde esporádicos y de escasos litros en la zona norte a otros de gran volumen en la zona sur, que discurren comúnmente desde la cordillera de los Andes hacia el océano Pacífico. Son asistidos por los Bomberos de Chile, la Dirección General del Territorio Marítimo y Marina Mercante y el Sistema Nacional de Servicios de Salud al ser deportes extremos.
Como antecedente, sus pueblos indígenas navegantes han sido los changos, chonos, cuncos, kawésqar, lafquenches, rapanui y yaganes, embarcados en: anan, balsa de cuero de lobo, dalca, kau pora o wampo. Llegaron al país a través del puerto de Valparaíso en el siglo XIX, comenzando en 1848 cuando Manuel Blanco, el comandante en jefe de la Armada de Chile, incluyó una competencia de remos en el programa de actividades por el trigésimo aniversario de la independencia de Chile. Participaron ocho botes de barcos internacionales surtos en la bahía por los premios consistentes en un remo de honor y $40 para el primero y $30 para el segundo, ganando la tripulación del francés Poursuivant, seguida por la del local Chile, que recorrieron el tramo de una legua respectivamente en 16 y 19 minutos.

## Bodyboard
Su organización está a cargo de la Federación Deportiva Chilena de Bodyboard. Chile fue campeón mundial en 2014 y el chileno Yoshua Toledo ha sido campeón del mundo sub-18 en 2 ocasiones.

## Canotaje

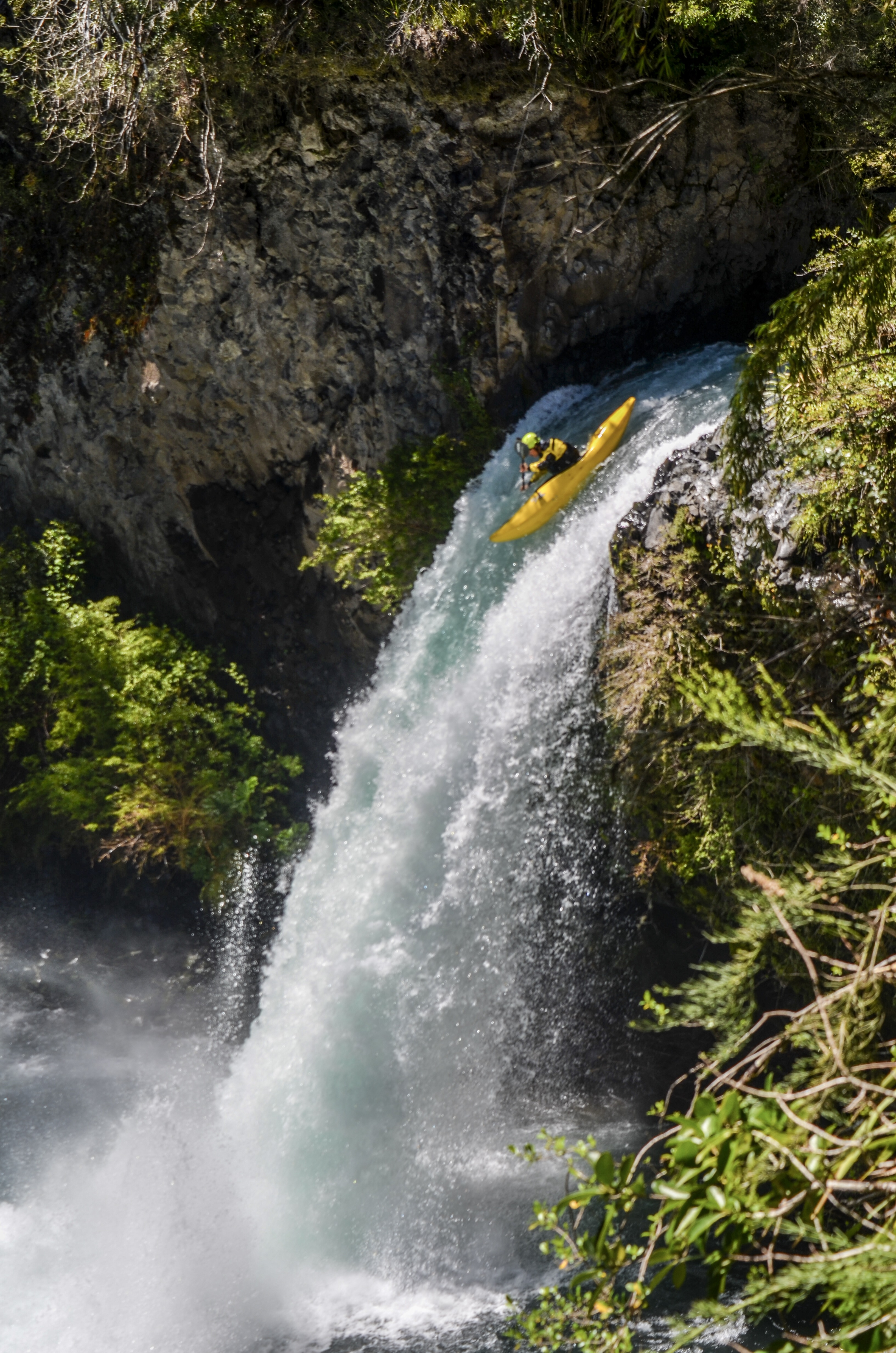
Canoísta de aguas bravas en el río Blanco.

Su organización está a cargo de la Federación Chilena de Canotaje. Han destacado Pablo McCandless, Nancy Millán, Bárbara Moraga, Fabiola Zamorano y María José Mailliard. Desde 2013 es realizada la Carrera de Wampo, anualmente en febrero sobre el lago Budi en Saavedra.

## Esquí náutico
Su organización está a cargo de la Federación Chilena de Esquí Náutico y Wakeboard. Felipe Miranda fue campeón mundial en 2013, 2017 y 2020, además de ganar diversas medallas para Chile en este deporte. Destacan sus hermanos Rodrigo Miranda y Tiare Miranda, además de Valentina González y Martín "Tincho" Labra.

## Rafting

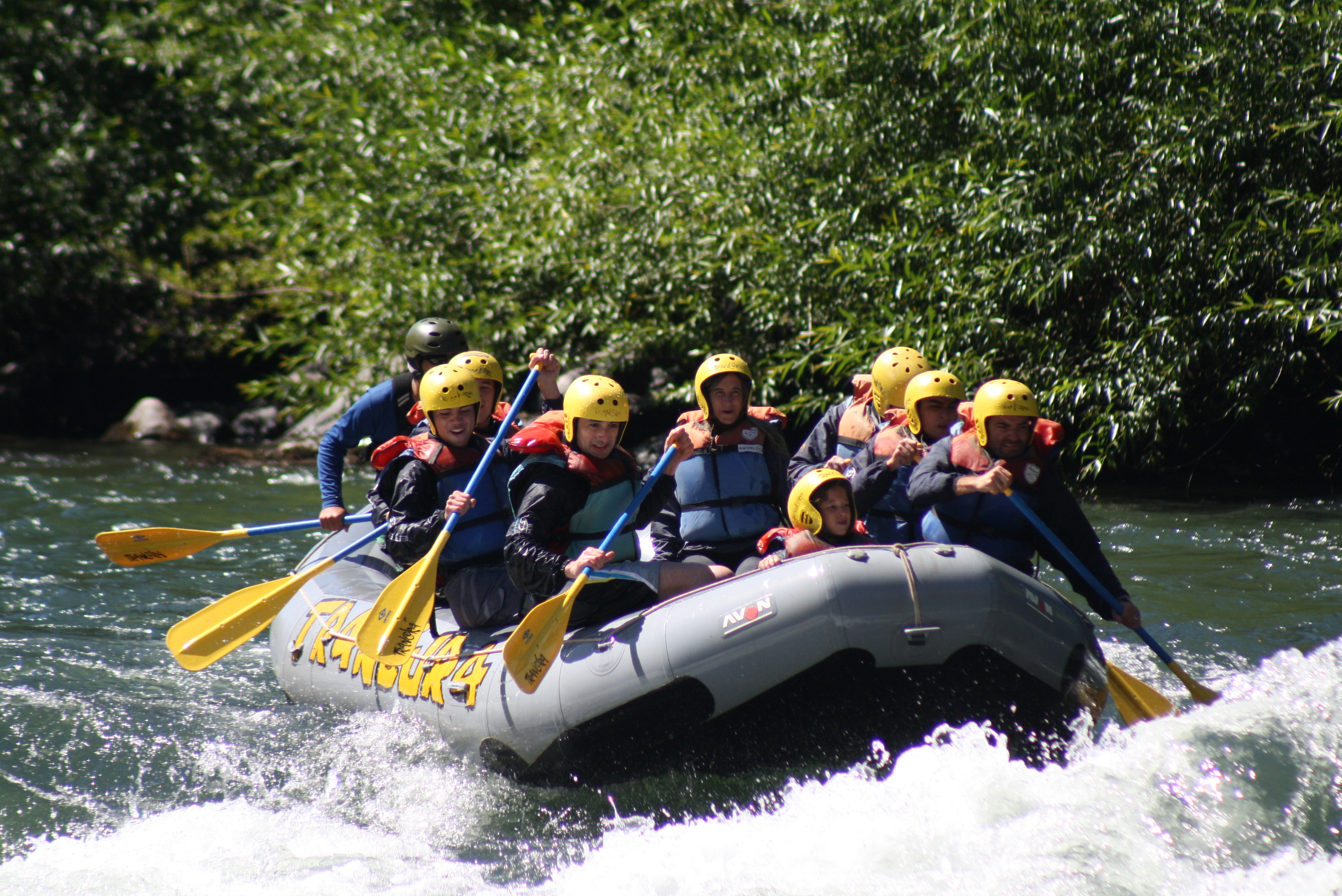
Descenso del río Trancura.

Su organización está a cargo de la Federación Chilena de Rafting. El equipo chileno —específicamente el Equipo Cascada— fue campeón mundial de la modalidad head to head en 2011 y 2013. Han destacado Pangal Andrade y Pedro Astorga. Desde 1967 es realizada la Carrera de Balsas con embarcaciones artesanales, anualmente en diciembre sobre el río Cruces en Lanco.

## Remo

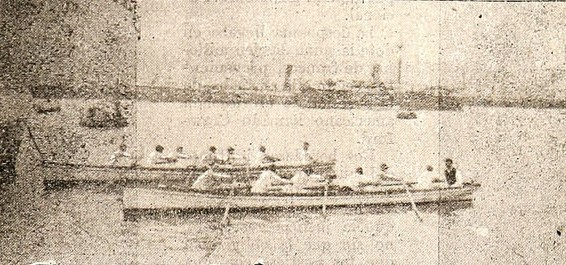
Competencia en Valparaíso (1902).

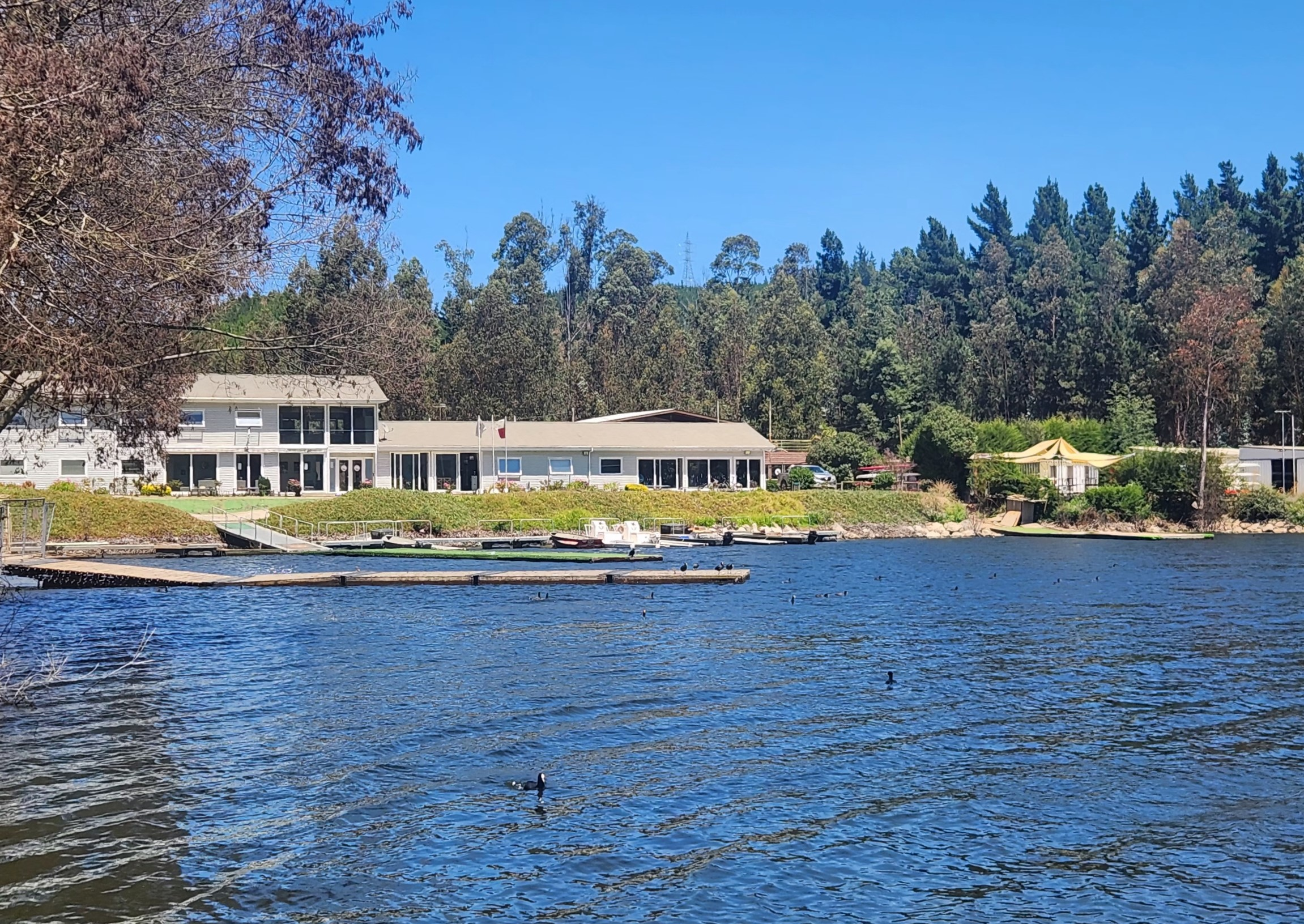
Centro de Entrenamiento Olímpico de Remo en la Laguna La Luz en Curauma

Su organización está a cargo de la Federación Chilena de Remo. Los indígenas rapanui han practicado el hoe vaka (navegar en canoa en rapanui) en la isla Rapa Nui durante siglos. Compiten equipos de seis personas a bordo de una canoa polinesia y consiste en una carrera por una distancia determinada. Ganó la medalla de oro en el Campeonato Mundial de Remo de Sevilla 2002 por Christian Yantani y Miguel Ángel Cerda, Chiledeportes, Consultado el 15 de enero de 2009</ref> En 2005, Cerda y Felipe Leal consiguieron el vicecampeonato en la prueba dos sin timonel peso ligero, en el Campeonato Mundial de Remo, disputado en la ciudad japonesa de Gifu, al siguiente año Chile logra el Campeonato Sudamericano Juvenil por Equipos en Paraguay. En los Juegos Panamericanos de Río de Janeiro el 2007 la dupla del dos sin libre de Soraya Jadue y María José Orellana lograron la presea dorada mientras que Miguel Cerda y Felipe Leal lograron esta vez en el doble par peso ligero la medalla de bronce. En 2019 las mellizas Antonia Abraham y Melita Abraham ganaron oro en los Juegos Panamericanos.
El remo se practica en Chile en distintas ciudades siendo las principales Valdivia, Concepción y Valparaíso, siendo la primera la ciudad en que más se practica, esto debido a sus caudalosos ríos y los diferentes clubes de remo.
Actualmente, se está desarrollando fuertemente el remo en la ciudad de Santiago, específicamente en las lagunas Carén y Aculeo.

## Surf

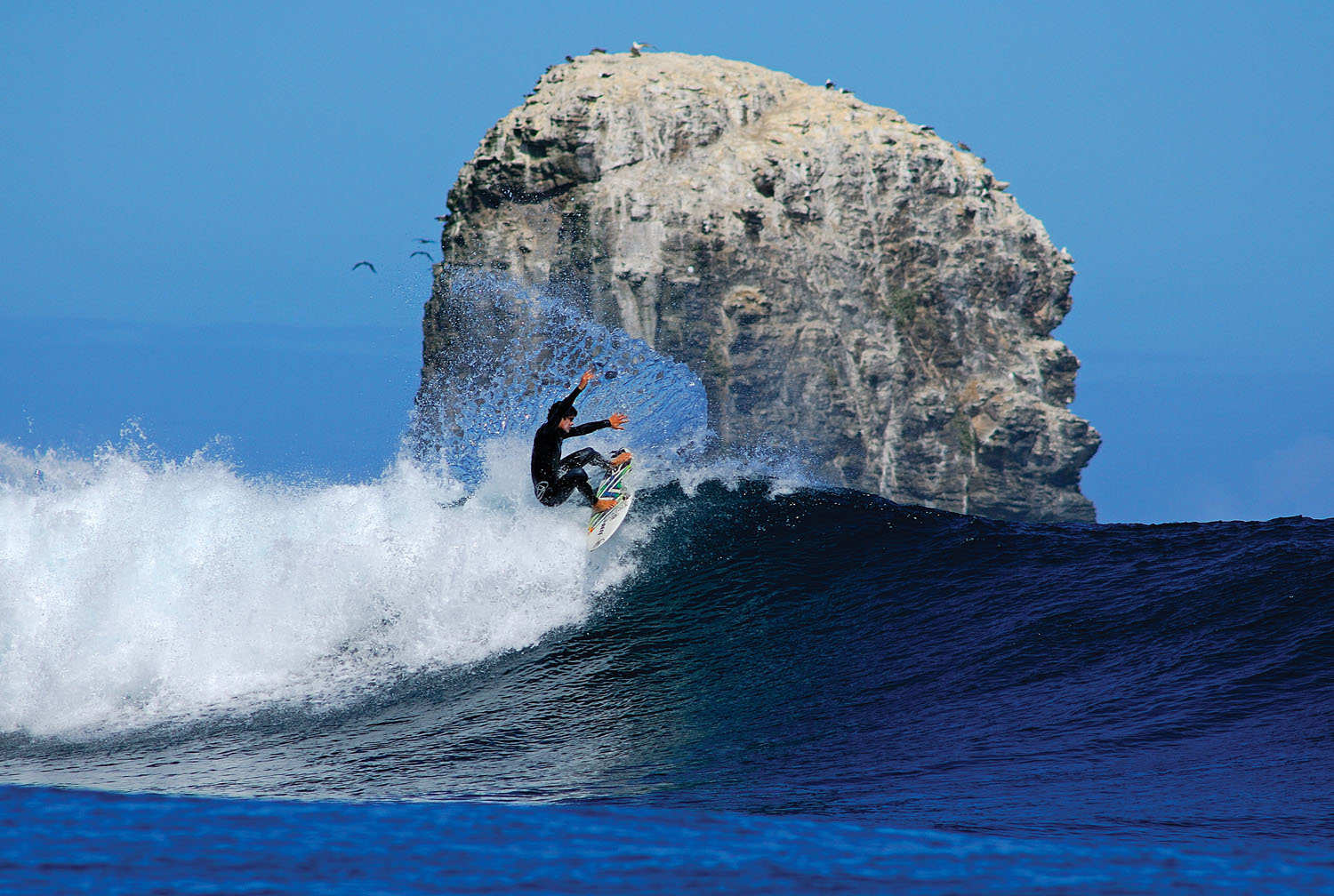
Surfista en Punta de Lobos.

Su organización está a cargo de la Federación Chilena de Surf. Su epicentro es la ciudad de Pichilemu en la Región del Libertador General Bernardo O'Higgins. Han destacado Trinidad Segura y Ramón Navarro. Chile ha sido sede de distintos eventos mundiales en diferentes ciudades.

## Vela
Su organización está a cargo de la Federación Chilena de Navegación a Vela. Los principales veleristas han sido Erich Wichmann-Harbeck, Alberto González y Matías del Solar.